# Pornokracija
Pornokracija, poimenovano tudi latinsko Saeculum obscurum (dobesedno »mračni vek«), je bilo obdobje v zgodovini papeštva v prvi polovici desetega stoletja, začenši z namestitvijo papeža Sergija III. leta 904, ki je trajalo šestdeset let do smrti papeža Janeza XII. leta 964.
Obdobje je prvič identificiral in poimenoval italijanski kardinal in cerkveni zgodovinar Cezar Baronij v svojem delu Annales Ecclesiastici v šestnajstem stoletju. Drugi zgodovinarji so obdobje datirali širše ali ožje, ter ga poimenovali z drugačnimi izrazi, kot je pornokracija (iz grščine pornokratiā »prostitutska pravila«).
V tem obdobju je na papeže zelo vplivala močna aristokratska in pokvarjena družina Teofilaktov ter tudi njihovi sorodniki. Glavar družina je bil Teofilakt, ki je imel poseben položaj v rimskem plemstvu, bil je konzul, senator in vojaški magister. Njegova žena Teodora in hčere, Teodora in Marozia, so imele velik vpliv na papeško izbiro in verske zadeve v Rimu skozi zarote, afere in poroke.
Marozia je tako postala konkubina papeža Sergija III., ko je bila stara 15 let, kasneje pa je imela še druge ljubimce in može. Sodeč po zapisih Liutpranda Kremonskega (ok. 920-72) (ki mu zgodovinarji očitajo pristranskost in sovraštvo) v Antapodosis sive Res na Europam gestae (958-62) je poskrbela, da je njen sin Janez kasneje postal papež Janez XI.. Liutprand potrjuje, da je Marozia naročila umor svojega nekdanjega ljubimca papeža Janeza X. (ki je prvotno bil nominiran s pomočjo Teodore) z namenom priskrbeti papeški položaj svojemu trenutnemu najljubšemu kandidatu za papeža Leonu VI. Ne obstaja pa pisen dokaz, da je papež Janez X. zagotovo umrl, preden je bil izvoljen Leon VI.